# 모라초등학교
모라초등학교는 대한민국 부산광역시 사상구 모라동에 있는 공립 초등학교이다.

## 학교 연혁
- 1948년 7월 1일 사상국민학교 모라분교장 개설
- 1954년 4월 1일 모라국민학교 승격
- 1963년 1월 1일 부산시 편입
- 1986년 3월 1일 삼락국민학교 분리
- 1989년 3월 1일 모덕국민학교 분리
- 1996년 3월 1일 모라초등학교로 개칭
- 2000년 3월 1일 삼락초등학교 본교 통합
- 2017년 2월 28일 CCTV 고화질 개선 사업 완료, 체육관 연결통로 캐노피 설치
- 2018년 8월 6일 구강보건실 리모델링
- 2020년 2월 29일 무한상상실 설치
- 2020년 8월 13일 창의융합형 과학실 구축
- 2021년 4월 11일 블렌디드 교실 구축(13실)
- 2021년 12월 7일 안전체험관(해피스쿨 93호) 설치
- 2022년 8월 31일 복도(교실 출입문 위치) 중창 교체
- 2023년 11월 10일 방송실 리모델링
- 2024년 1월 5일 제 70회 졸업(총 13,544명)
- 2024년 3월 1일 11학급 편성(특수 2학급 포함)
- 2024년 3월 1일 제23대 박상명 교장 취임
- 2025년 2월 11일 제71회 졸업(누계 13,583명)
- 2025년 3월 1일 10학급 편성(특수 2학급 포함)

## 참고 자료
- 모라초등학교 - 한국교육학술정보원 학교알리미